# 羽咋七塚
羽咋七塚（はくいななつか）は、石川県羽咋市にある7つの塚の総称。
いずれも第11代垂仁天皇の第十皇子・磐衝別命（石衝別王）に関係が深く、磐衝別命とその子孫が当地を治めたという伝承に由来する。そのうち2つの塚は、宮内庁により管理されている。

## 七塚一覧

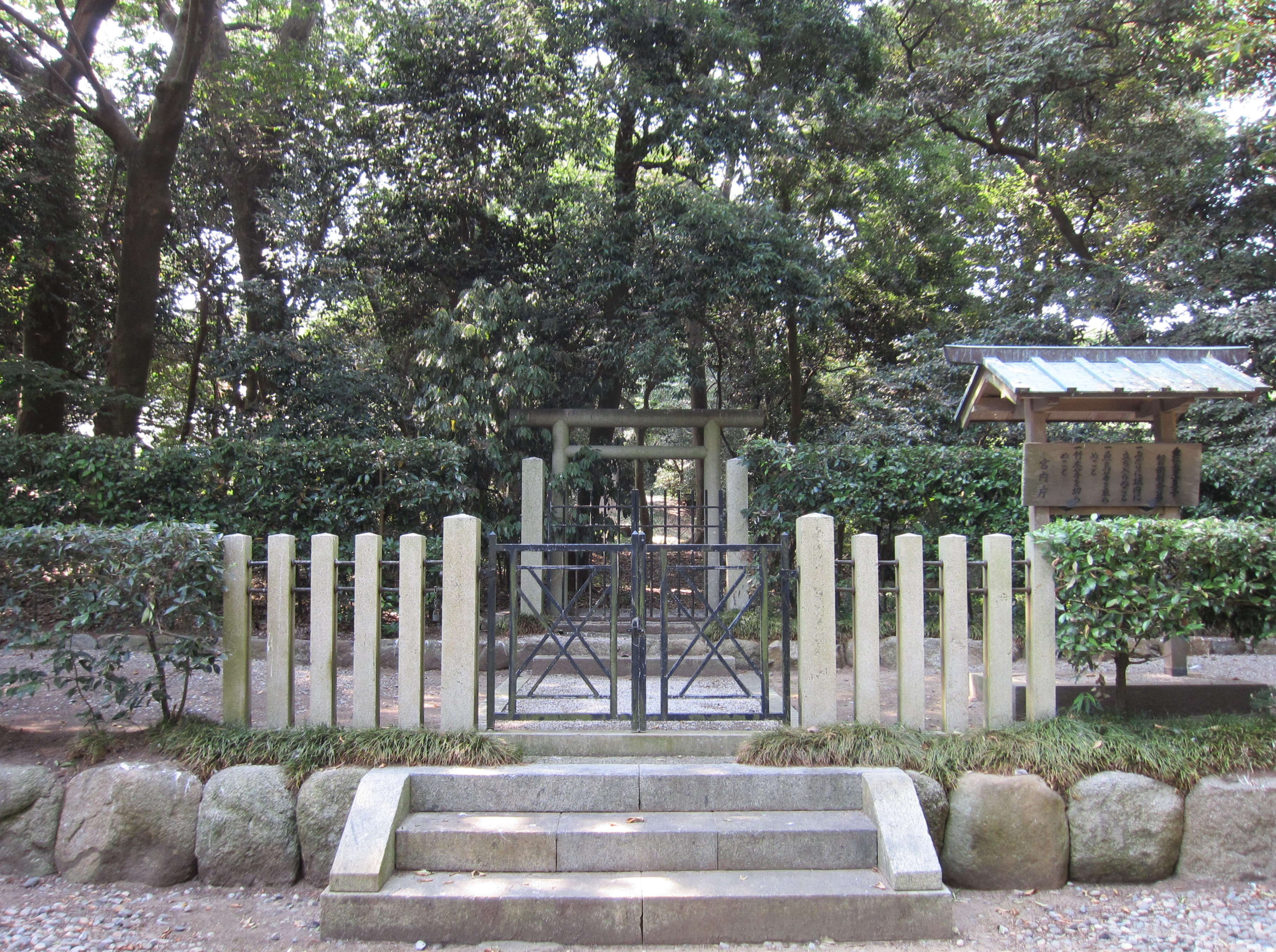
大塚

大塚（おおつか）
- 宮内庁名：磐衝別命墓
- 別称：御陵山
- 所在地：川原町（北緯36度53分50.62秒 東経136度46分46.11秒 / 北緯36.8973944度 東経136.7794750度）
- 被葬：磐衝別命（垂仁天皇の第十皇子）
  - 長さ約100mの前方後円墳で、5世紀中頃の築造。付近の本念寺裏庭にある天井石から、横穴式石室を有したと考えられている。

大谷塚（おおたにづか）
- 宮内庁名：磐城別王墓
- 別称：王児塚、観音塚

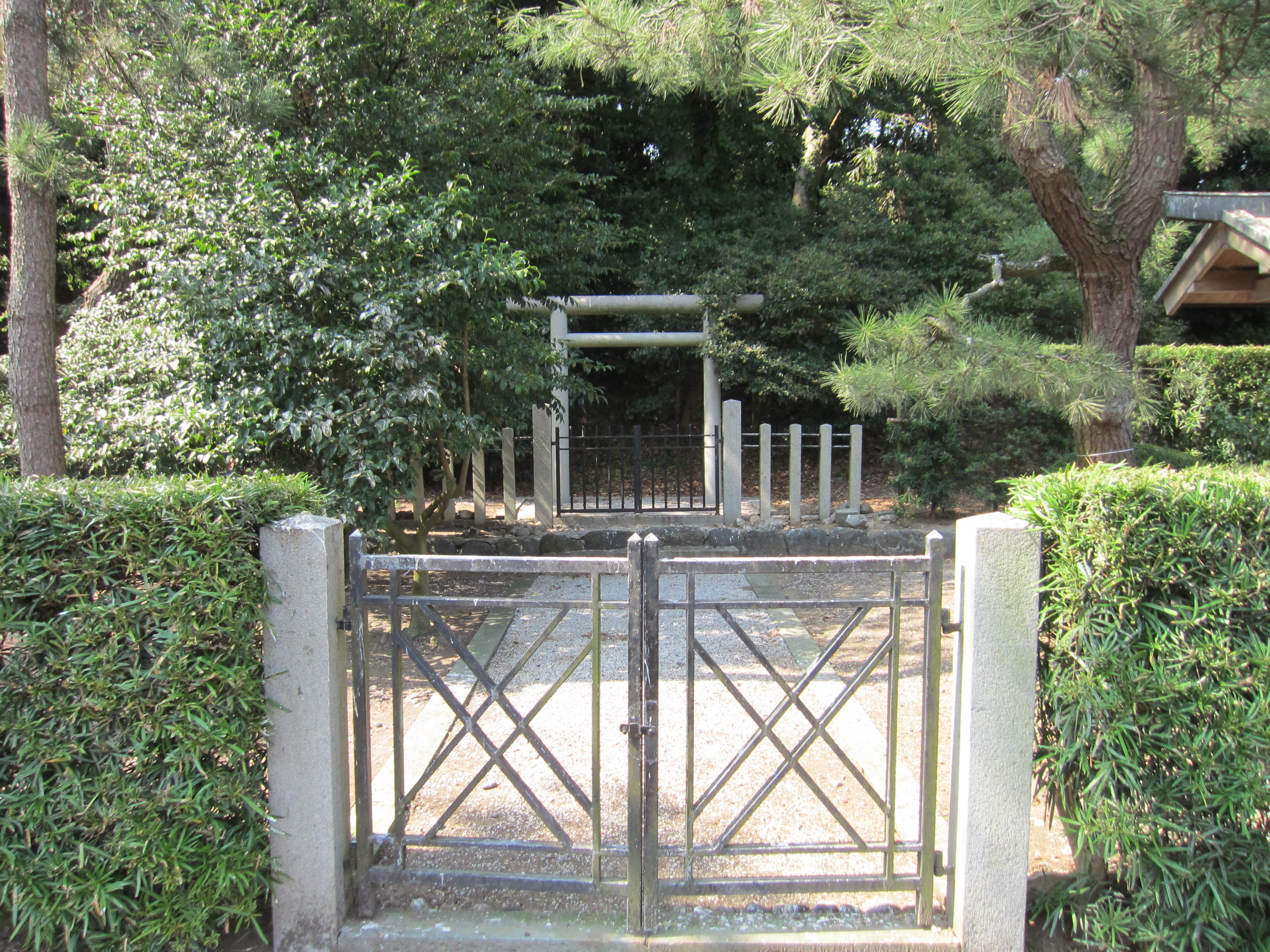
大谷塚

  - 「大谷塚」：隣接する本念寺（真宗大谷派）に由来。
  - 「観音塚」：墳丘上にあった稲荷社の神体が観音菩薩であったことに由来。

- 所在地：川原町（北緯36度53分49.09秒 東経136度46分49.29秒 / 北緯36.8969694度 東経136.7803583度）
- 被葬：磐城別王（磐衝別命の子）
  - 長さ45m、高さ7mの円墳。初めは70mほどの前方後円墳であったのが削り取られた、もしくは大塚と一体でその前方部であった、とも伝えられる。

水犬塚（みずいぬづか）
- 別称：三犬塚、薬師塚

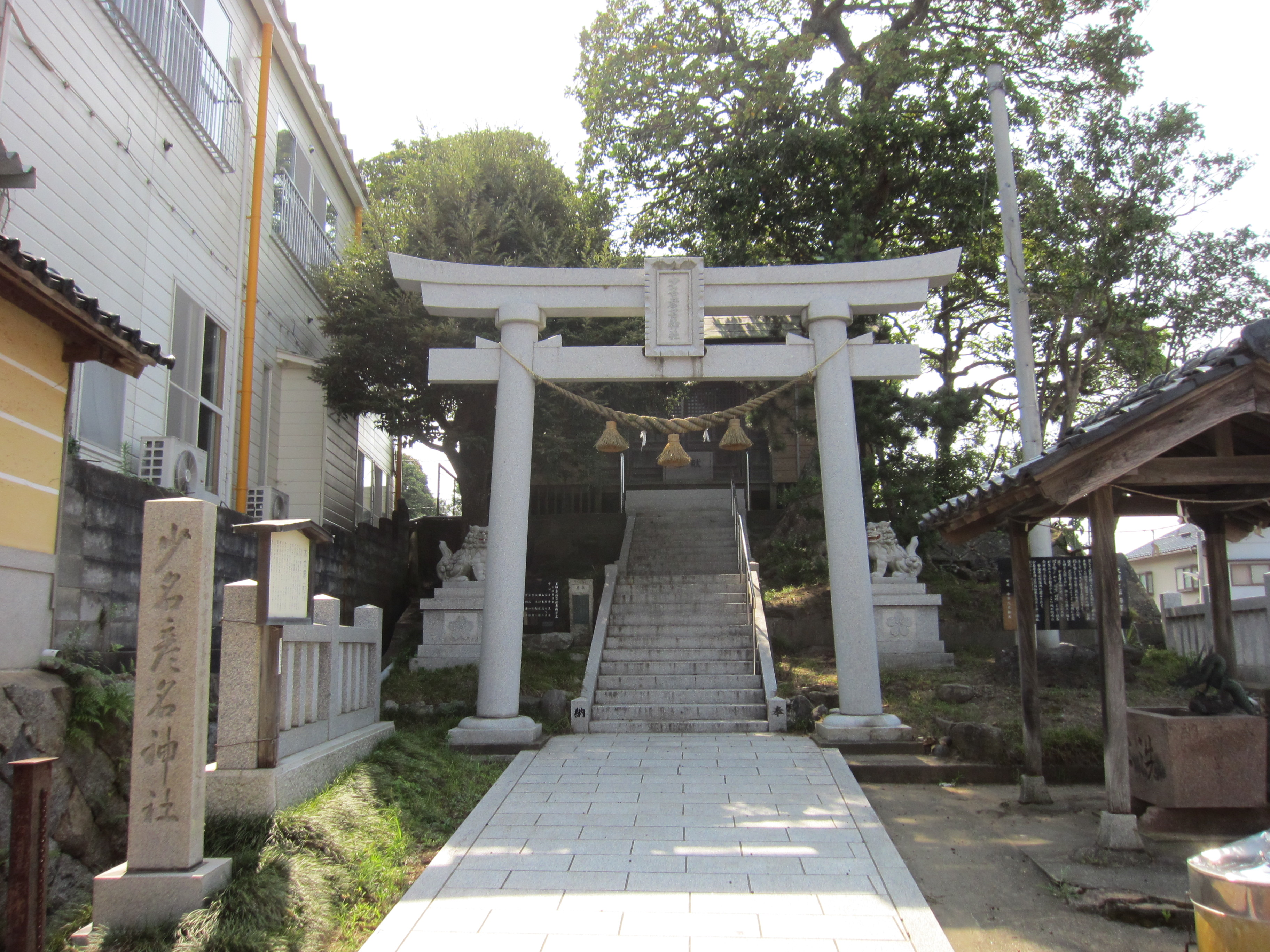
水犬塚

  - 「薬師塚」：少彦名神社の神体が薬師如来であったことに由来。

- 所在地：川原町（北緯36度53分52.36秒 東経136度46分51.30秒 / 北緯36.8978778度 東経136.7809167度）
- 被葬：三匹の犬と怪鳥
  - 領民を苦しめる怪鳥を磐衝別命が射落とし、三犬が噛み殺したと伝えられる（「羽咋」の地名の由来）。現在は少彦名神社が鎮座し、削られていて大きさは不明。

宝塚（たからづか）
- 別称：稲荷山

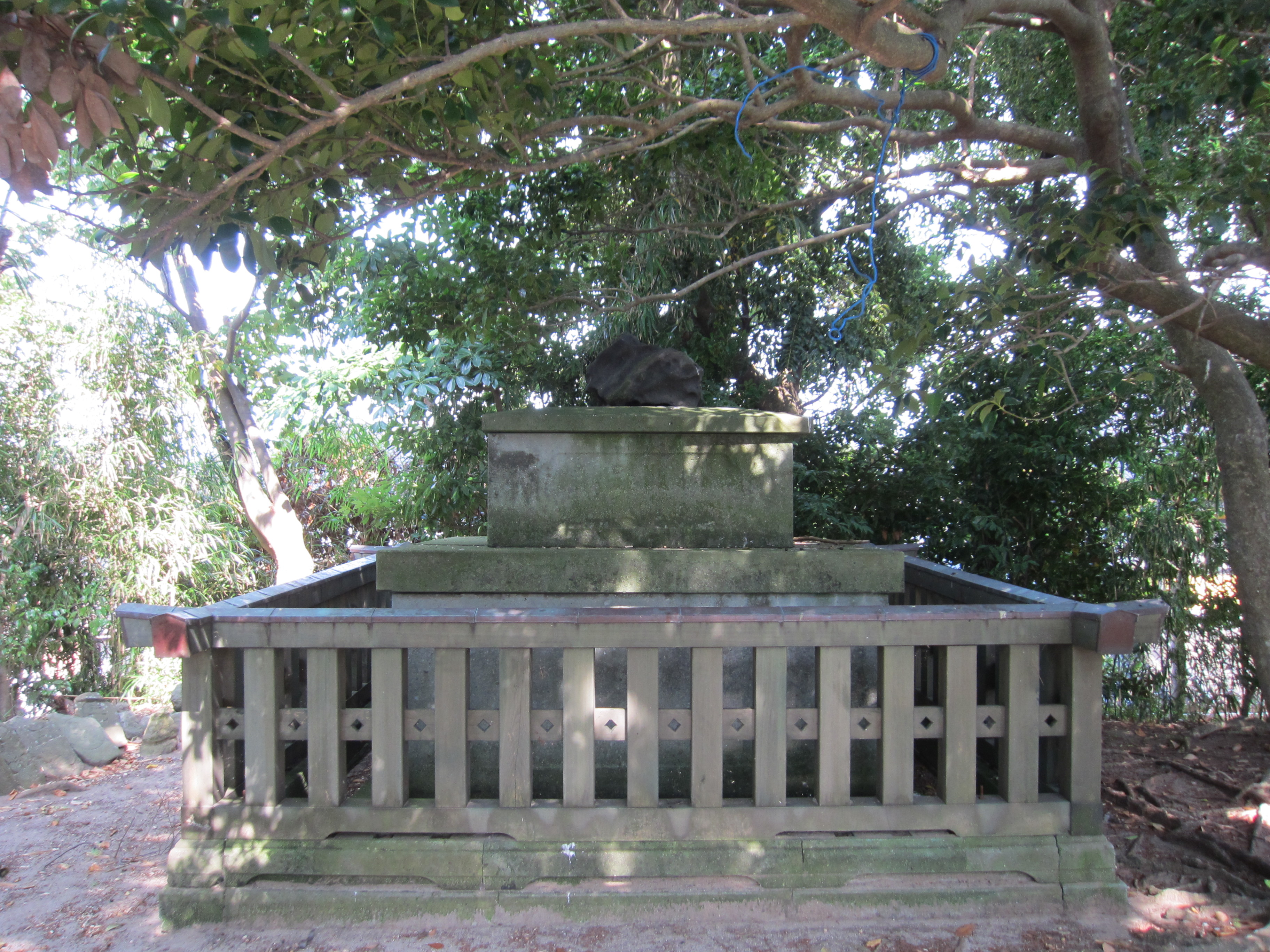
宝塚

  - 「稲荷山」：稲荷家（羽咋の古代豪族）の墓に由来。

- 所在地：川原町（北緯36度53分53.85秒 東経136度46分50.77秒 / 北緯36.8982917度 東経136.7807694度）
- 被葬：磐衝別命の遺品・埴輪、または羽咋弥公（磐衝別命子孫）とも
  - 円墳で、四方・頂上部が削り取られている。

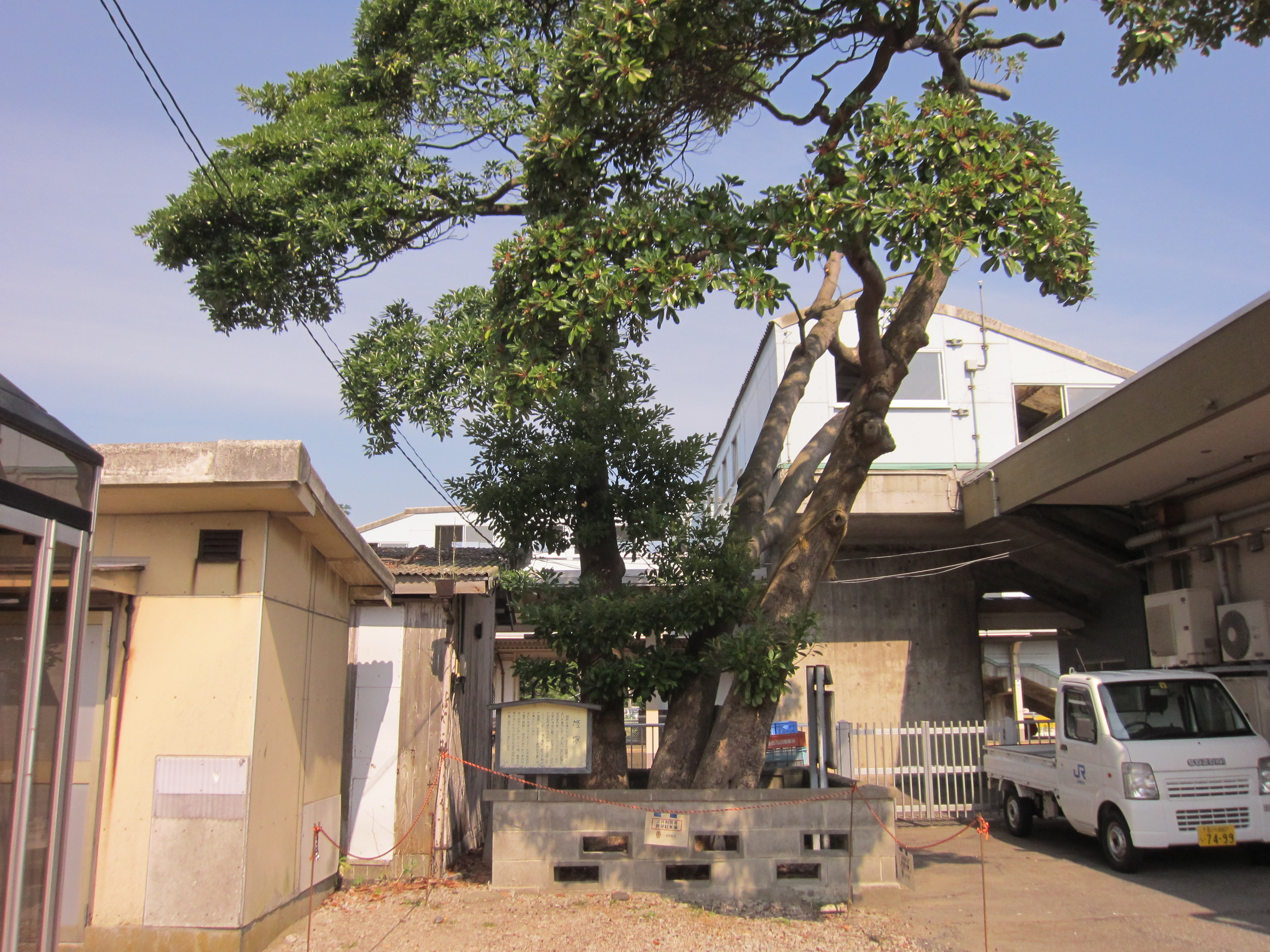
媛塚

姫塚（ひめづか）
- 所在地：川原町（北緯36度53分48.93秒 東経136度46分59.62秒 / 北緯36.8969250度 東経136.7832278度）
- 被葬：三足比咩命（みたらしひめのみこと、磐衝別命の妃）
  - もとは現在地の東方に直径約20mの円墳としてあったが、七尾線開通に伴い移転。頂上にあった三俵苅社は羽咋神社に合祀され、石像も羽咋弥公の墓に移された。

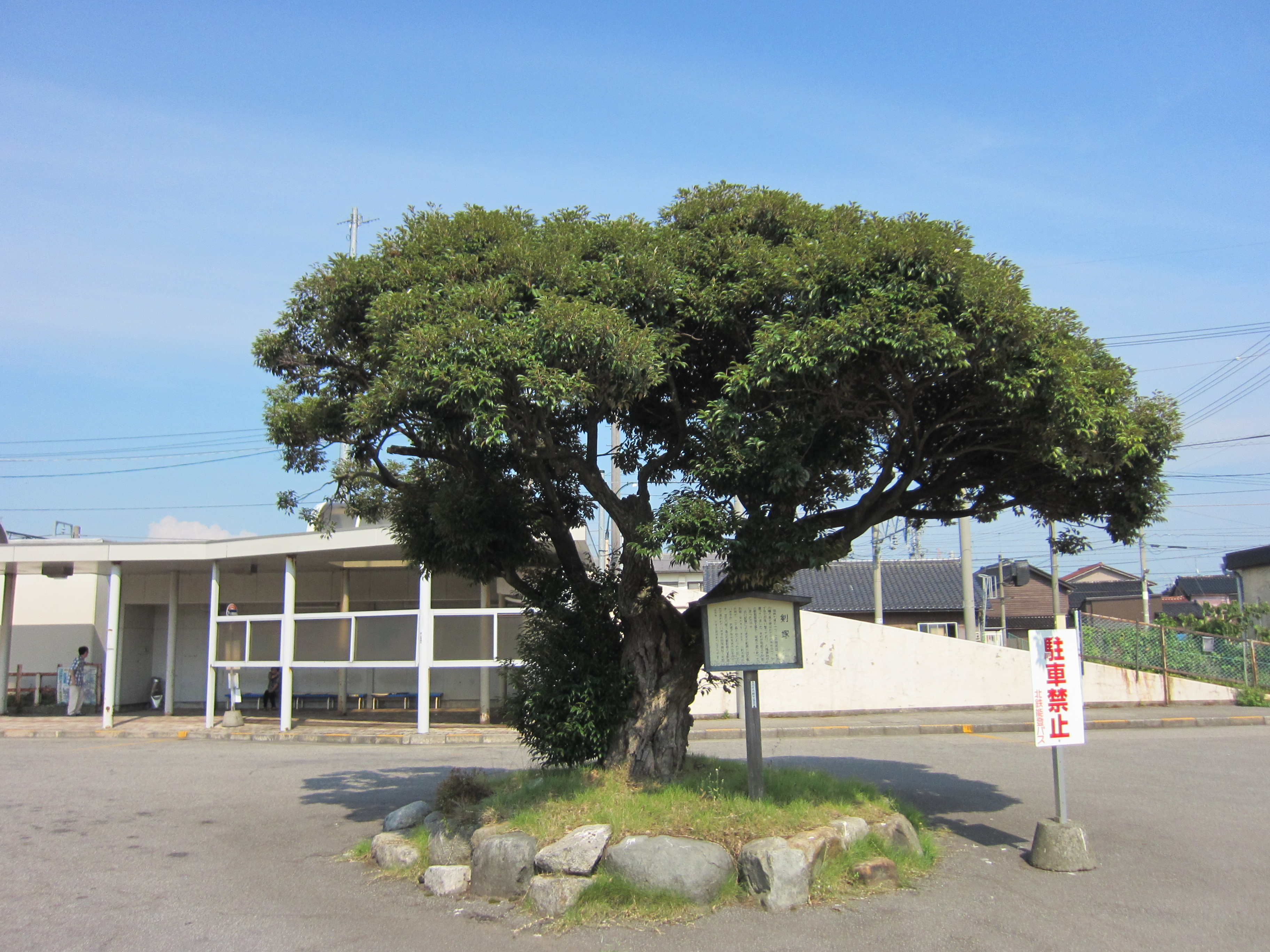
剣塚

剣塚（つるぎづか）
- 所在地：川原町（北緯36度53分45.67秒 東経136度46分59.51秒 / 北緯36.8960194度 東経136.7831972度）
- 被葬：磐衝別命の剣
  - 七尾線開通前は塚周辺に「八幡の森」と呼ばれる森があった。八幡の森は磐衝別命の屋敷跡または羽咋神社の元宮と伝えられる。

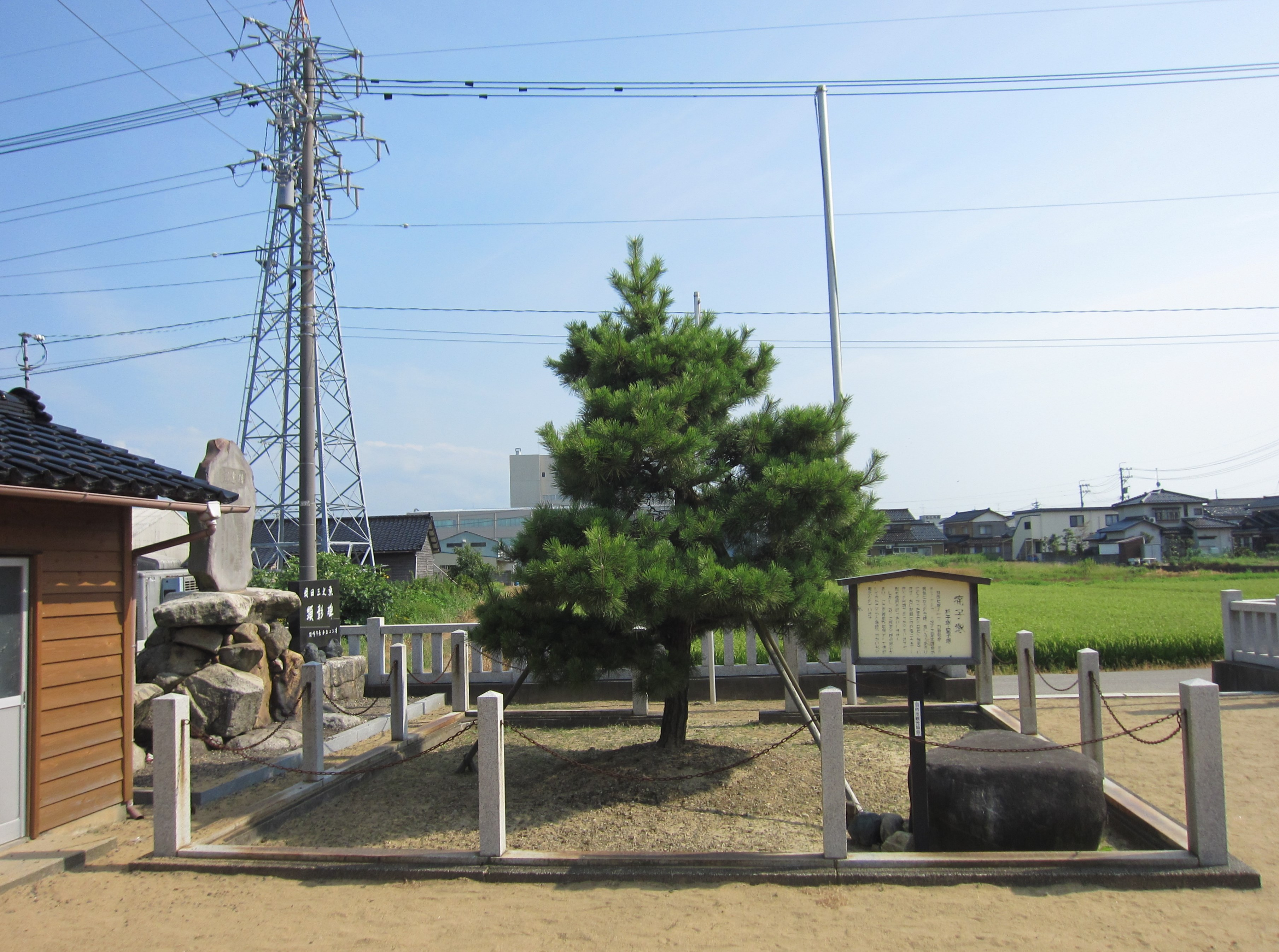
痛子塚

痛子塚（いたごづか）
- 別称：板子塚、皇子塚
  - 「板子塚」：付近の地名に由来。

- 所在地：東川原町（北緯36度53分45.24秒 東経136度47分11.59秒 / 北緯36.8959000度 東経136.7865528度）
- 被葬：磐衝別命の娘
  - 三足比咩命（磐衝別命の妃）が病気になった時、悲しみのあまり死去した王女の墓とされる。古くは直径25mほどの円墳であったとされるが、現在は1本の松が立つのみである。